# Crosby megye
Crosby megye az Amerikai Egyesült Államokban, azon belül Texas államban található. Megyeszékhelye és legnagyobb városa Crosbyton. Lakosainak száma 5133 fő (2020. április 1.). Crosby megye Floyd, Dickens, Garza, Lubbock, Hale, Motley, Lynn és Kent megyékkel határos.

## Népesség
A megye népességének változása:
| Lakosok száma | 6046 | 6086 | 6102 | 5991 | 5977 | 5133 |
|               | 2010 | 2011 | 2012 | 2013 | 2015 | 2020 |